# 鈴木隆 (官僚)
鈴木 隆（すずき たかし、1849年5月17日（嘉永2年4月25日） - 没年不明）は、明治から大正時代の官吏。朝鮮総督府官僚。忠清北道長官。慶尚北道長官（知事）。

## 経歴
鈴木南陽の長男としてのちの千葉県に生まれる。1872年（明治5年）官職に奉じ1891年（明治24年）三重県参事官となる。ついで徳島、鳥取、富山、愛知の各県にて書記官および事務官として勤務し、1909年（明治42年）東京府事務官・内務部長となった。1910年（明治43年）10月、朝鮮総督府設置と共に忠清北道長官に任じ、のち慶尚北道長官（のち知事）に就任した。

## 栄典
勲章等
- 1919年（大正8年）10月22日 - 従三位[2]